# Libro bianco di Passfield
Il Libro bianco di Passfield, pubblicato il 20 ottobre 1930 dal segretario coloniale Lord Passfield (Sidney Webb), era una dichiarazione formale della politica britannica in Palestina, che era stata fissata in precedenza dal Libro bianco di Churchill del 1922. La nuova dichiarazione fu il risultato di un'indagine della Commissione Hope Simpson sulle cause più profonde delle rivolte palestinesi del 1929, partite inizialmente dall'accesso al Muro Occidentale. Il Libro bianco limitava l’immigrazione ebraica ufficiale in misura molto maggiore.
Il tono del libro era decisamente antisionista poiché molte delle istituzioni legate al sionismo furono severamente criticate, tra cui l'Histadrut (Federazione Generale del Lavoro) e l'Agenzia Ebraica. Entrambe promuovevano l'occupazione ebraica di sola manodopera ebraica, incentivando così l'espulsione dei palestinesi dalle terre acquistate, molti dei quali avevano lavorarono in gran parte in passato con un sistema agrario basato sulla mezzadria. Come per il Rapporto di Hope Simpson, il Libro bianco di Passfield ritenne che tale politica sionista fosse dannosa per lo sviluppo economico della popolazione araba. Concludeva che l'immigrazione ebraica in Palestina stava sottraendo terre ai fellah arabi e che in futuro le vendite di terre ai coloni ebrei dovevano essere limitate. Affermava che i livelli di disoccupazione araba dovevano essere un fattore da considerare in relazione ai livelli consentiti di immigrazione ebraica in Palestina. Inoltre, doveva essere formato un consiglio legislativo che rappresentasse la maggioranza (araba) della sua popolazione. A sostegno della presunta carenza di terra in Palestina, la moglie di Passfield, Beatrice Webb, espresse quest'idea con un detto: lì "non c'è "spazio per dondolare un gatto".
I sionisti affermarono che il Libro facesse marcia indietro rispetto agli impegni assunti con la Dichiarazione Balfour e, se attuato, avrebbe limitato l’immigrazione ebraica in Palestina. Contrariamente a queste affermazioni, il Libro bianco affermava che lo sviluppo di un focolare nazionale ebraico in Palestina fosse una considerazione che avrebbe goduto di un sostegno continuo, ma che non fosse centrale per il mandato di governo. Il documento affermava che gli inglesi intendevano adempiere ai loro obblighi del mandato sia nei confronti dei palestinesi che degli ebrei, e avrebbero risolto qualsiasi conflitto che sarebbe potuto emergere in relazione alle loro rispettive esigenze.
Le organizzazioni sioniste di tutto il mondo lanciarono una vigorosa campagna contro il documento. In Gran Bretagna ciò portò a un chiarimento del Libro bianco da parte del primo ministro britannico Ramsay MacDonald davanti alla Camera dei Comuni britannica e in una lettera indirizzata a Chaim Weizmann nel 1931 conosciuta come Lettera di MacDonald.
La Lettera di MacDonald mirava a placare i sionisti evitando di turbare il meno possibile i palestinesi. Quando molti sionisti interpretarono la lettera come una ritrattazione del Libro bianco, i palestinesi la etichettarono come la “lettera nera”. Ciò nonostante il Primo Ministro dichiarò in parlamento l'11 febbraio 1931 di essere "molto riluttante a dare alla lettera lo stesso status del documento principale", ossia il Libro bianco di Passfield. La lettera stessa affermava anche che mirava a fornire giustizia alle "parti non ebraiche della comunità". Confermando che la politica del Mandato di Palestina fosse quella di continuare a sostenere l’immigrazione ebraica, la Lettera negava in effetti alcune delle implicazioni del Libro bianco e facilitò la crescente immigrazione durante la crescita dell'antisemitismo in Europa negli anni ’30.